# Uwe Kaiser
Uwe Kaiser (* 4. Juni 1962) ist ein ehemaliger deutscher Fußballspieler.

## Werdegang
Der Mittelfeldspieler Uwe Kaiser absolvierte in der Saison 1979/80 ein Spiel für den SC Herford in der 2. Bundesliga. Am 26. April 1980 wurde er bei der 0:1-Niederlage gegen den späteren Meister Arminia Bielefeld in der 76. Minute für Bodo Wehmeier eingewechselt. Nach dem Abstieg spielte er noch in der seinerzeit drittklassigen Oberliga Westfalen. 1984 erzielte er im DFB-Pokal-Spiel gegen Kickers Offenbach das zwischenzeitliche 2:2, bevor die Hessen die Partie noch mit 3:2 gewinnen konnten.